# Nedbank
Nedbank Group est un groupe de services financiers sud-africain proposant des services bancaires de gros et de détail, ainsi que des services d'assurance, de gestion d'actifs et de gestion de patrimoine. Nedbank Limited est une filiale à 100 % de Nedbank Group.
Le principal marché de Nedbank est l'Afrique du Sud. Nedbank est également présente en Eswatini, Lesotho, Mozambique, Namibie et Zimbabwe, ainsi que dans des bureaux au Ghana et au Kenya.

## Histoire
La banque a été fondée en 1888 à Amsterdam sous le nom de Nederlandsche Bank en Credietvereeniging voor Zuid-Afrika (« Banque et coopérative de crédit néerlandaises pour l'Afrique du Sud »). En août de la même année, la banque a ouvert une agence à Church Street, à Pretoria, en Afrique du Sud, avec pour mission de fournir des crédits et des services bancaires en Afrique du Sud et avec l'Afrique du Sud.
En 1903, la société a été rebaptisée Nederlandsche Bank voor Zuid-Afrika (« Banque néerlandaise pour l'Afrique du Sud »). En 1906, la banque s'est agrandie et un bureau a été ouvert à Londres. En 1925, la NBvZA fusionna avec la Transvaalsche Handelsbank.
En mai 1940, l'Allemagne envahit et occupa les Pays-Bas, ce qui eut des répercussions sur la gestion de l'agence sud-africaine de ce pays.  Le siège social sud-africain et sa succursale de Londres disposaient de suffisamment d'actifs en livres sterling, en dollars et en or pour couvrir leurs passifs.  Comme il s'agissait d'une agence et que son siège social néerlandais n'était plus sous son contrôle, le gouvernement sud-africain nomma un contrôleur pour diriger la banque jusqu'en 1945. Sa part du marché bancaire sud-africain en 1945 se situait entre 2 et 3 %.
Le groupe Nedbank est né de la fusion de Syfrets SA, Union Acceptances et Nedbank en 1973. En 1986, Old Mutual est devenu l'actionnaire majoritaire (53 %) de Nedbank.
En 1992, Syfrets, UAL Merchant Bank et la division Nedbank Investment Bank ont fusionné pour former Nedcor Investment Bank (NIB). Old Mutual, la holding de Nedcor, a été démutualisée et cotée à la Bourse de Londres en 1999.
Le nouveau groupe Nedcor a été créé le 1er janvier 2003, regroupant Nedcor, BoE, Nedcor Investment Bank et Cape of Good Hope Bank en une seule entité juridique. Le groupe Nedcor a été rebaptisé groupe Nedbank le 6 mai 2005. En août 2009, Nedbank a acquis les 49,9 % d'Imperial Bank South Africa qu'elle ne possédait pas, de sorte qu'Imperial Bank South Africa est entièrement détenue par Nedbank.
En octobre 2014, Nedbank acquiert une participation de 20 % dans Ecobank, en convertissant sa créance dans Ecobank de 285 millions de dollars en action,.